# 줄리 그렉
줄리 그렉(Julie Gregg, 1937년 1월 24일 ~ 2016년 11월 7일)은 미국의 배우, 연극 배우, 텔레비전 배우, 영화배우이다.

## 영화
- 달콤한 욕정 (1994년)
- 대부 (1972년) - 산드라 코를레오네 역
- 하와이 5-0수사대 (1968년)
- 배트맨 - 66년 TV 시리즈 (1966년)
- 제5전선 (1966년)
- 지옥에서 보르네오까지 (1966년)
- FBI (1965년)
- 아내는 요술쟁이 (1964년)